# Hot Wire (Trapeze)
Hot Wire è il quarto album in studio del gruppo musicale britannico Trapeze, pubblicato nel 1974.

## Tracce
Testi e musiche di Mel Galley e Tom Galley; Steal a Mile coscritta da Dave Holland.
1. Back Street Love – 5:01
2. Take It on Down the Road – 4:45
3. Midnight Flyer – 6:01
4. Wake Up, Shake Up – 3:55
5. Turn It On – 5:11
6. Steal a Mile – 4:52
7. Goin' Home – 5:14
8. Feel It Inside – 8:42

## Formazione
Gruppo
- Mel Galley – chitarra, voce, cori (tracce 3, 5, 6, 8), slide guitar (6)
- Dave Holland – batteria, tamburello (8)
- Rob Kendrick – chitarra, cori
- Pete Wright – basso, cori

Altri musicisti
- Terry Rowley – sintetizzatori, cori (3, 5-7), organo (2), piano elettrico (8)
- Kenny Cole – cori (3, 5, 6, 8)
- Misty Browning – cori (3, 5, 6, 8)
- John Ogden – conga (2, 3, 8)
- Chris Mercer – sassofono (2, 6)